# Společnost estetické a laserové medicíny ČLS JEP
Společnost estetické a laserové medicíny ČLS JEP vznikla v roce 1993 z iniciativy MUDr. Bedřicha Kratochvíla, CSc.; prof. MUDr. Jana Betky, DrSc. a doc. MUDr. Ladislava Horáka, DrSc., pod názvem Společnost pro využití laserů v medicíně. Cílem společnosti byla podpora a další rozvoj laserových technologií v medicínské praxi. Po určitém období konsolidace a vzniku orgánu společnosti byla společnost v roce 1994 přijata do České lékařské společnosti Jana Evangelisty Purkyně (ČLS JEP).
Mezi zakladatele české laserové medicíny patřili ještě v době před vznikem Společnosti prof. MUDr. J. Betka, DrSc., který se zabýval a dále intenzivně zabývá využitím výkonných laserů v ORL, dnes již bohužel nežijící doc. MUDr. J. Náprstek, CSc., známý v zahraničí svými pracemi o využití laseru v cévní chirurgii a kardiochirurgii. Solidní teoretické základy, které předznamenaly rozvoj biostimulačních laserů, položil v 80. letech prof. MUDr. Jiří Hubáček, DrSc.
Velkou pomocí byla vysoká úroveň základní vědy a fyzikálního inženýrství na Matematicko fyzikální fakultě Univerzity Karlovy v Praze a na Fakultě jaderné a fyzikálně inženýrské Českého vysokého učení technického v Praze. První rubínový laser na světě byl sestrojen Theodorem Maimanem v roce 1960, český v roce 1964. Pracovala na něm od roku 1963 skupina vedená profesory Karlem Hamalem a Václavem Sochorem. Následoval dnes již více, než padesátiletý intenzivní vývoj, který umožnil řadu konstrukcí laserů pro medicínu (MEDICALAS FJFI, OFTALAS FJFI, DERMALAS FJFI, ANGIOLAS FJFI a DENTALAS FJFI) v době, kdy byla československá věda izolovaná od vývoje na Západě.
Po společenských změnách v roce 1989 se otevřely nové vědecké i technické možnosti, které vedly jednak k pokračování vývoje a výroby laserů v ČR ale i k nákupu řady technologií ze zahraničí, které vedly jednak k rozvoji biostimulační laseroterapie a dále k aplikacím vysoce výkonných laserů v medicíně. Řada oborů by bez laserů dnes už vůbec nemohla existovat- typicky oftalmologie a dermatovenerologie.
V té době vykonával funkci předsedy společnosti doc. MUDr. Ladislav Horák, DrSc. Vědeckými sekretáři byli MUDr. Bedřich Kratochvíl, CSc; doc. MUDr. Roman Šmucler, CSc. a MUDr. Marta Moidlová. Velice aktivní byla sekce laserové estetické chirurgie vedená prof. MUDr. P. Brychtou, CSc., který byl vůdčí osobností několika kongresů pořádaných v Brně se silnou mezinárodní účastí.

## Po roce 2012
V roce 2013 se předsedou společnosti stal doc. MUDr. Roman Šmucler, CSc. a vědeckým sekretářem prof. MUDr. Jana Hercogová, CSc., MHA. Společnost změnila název na Společnost estetické a laserové medicíny ČLS JEP, čímž rozšířila svoje působení a zároveň reagovala na fakt, že v řadě oborů se lasery staly natolik etablovanou technologií, že se již vyvíjejí zcela pod jednotlivými odbornostmi. Zároveň se velká většina uživatelů zabývá právě estetickou medicínou, nemluvě o velkém množství specialistů na biostimulační (fotobiologickou) medicínu, kde je vůdčí osobností MUDr. Miroslav Procházka.
V současné době[kdy?] se Společnost zabývá organizací krátkodobých školení a školicích kurzů, které seznamují lékaře s laserovými technologiemi v jednotlivých medicínských oborech. Pravidelně pořádá multioborový výroční kongres pokrývající dění v minulém roce.
V současné době[kdy?] Společnost sdružuje 237 členů ze všech medicínských oborů, ale i řadu techniků, kteří se zabývají rozvojem laserových technologií v medicíně. Od roku 1998 působí při Společnosti sekce laserové estetické chirurgie.

## Předsednictvo
- Předseda: doc. MUDr. Roman Šmucler, CSc.
- Univerzita Karlova Praha
- Asklepion, Praha

- Vědecký sekretář: prof. MUDr. Jana Hercogová, CSC., MHA
- Dermatovenerologická klinika 2.LF UK - FNB